# Spoorlijn Langelsheim - Altenau
De spoorlijn Langelsheim - Altenau was een Duitse spoorlijn in Nedersaksen en was als spoorlijn 1931 onder beheer van DB Netze.

## Geschiedenis
Het gedeelte tussen Langelsheim en Clausthal werd door de Magdeburg-Halberstädter Eisenbahngesellschaft geopend tussen 1875 en 1877. In 1914 werd de lijn verlengd tot Altenau waarbij de ook de mogelijkheid om de lijn verder te verlengen naar Goslar of Oker werd bekeken. Echter door het uitbreken van de Eerste Wereldoorlog is dit nooit gerealiseerd.
In 1963 werd de lijn verlegd vanwege de bouw van de Innerste stuwdam, een gedeelte van het oorspronkelijke tracé is thans nog in dienst als industrieaansluiting. In 1976 werd de lijn gesloten om vanaf 1977 te worden opgebroken.

## Aansluitingen
In de volgende plaatsen is of was er een aansluiting op de volgende spoorlijnen:
Langelsheim
DB 1930, spoorlijn tussen Neuekrug-Hahausen en Goslar
DB 1935, spoorlijn tussen Grauhof en Langelsheim